# Majibacoa (Cuba)
Majibacoa é uma cidade do centro-leste de Cuba pertencente à província de Las Tunas. Segundo o censo de 2012, havia 3 406 habitantes.